# Hypselonotus interruptus
Hypselonotus interruptus är en insektsart som beskrevs av Carl Wilhelm Hahn 1833. 
Hypselonotus interruptus ingår i släktet Hypselonotus och familjen bredkantskinnbaggar. Inga underarter finns listade i Catalogue of Life.

## Bildgalleri

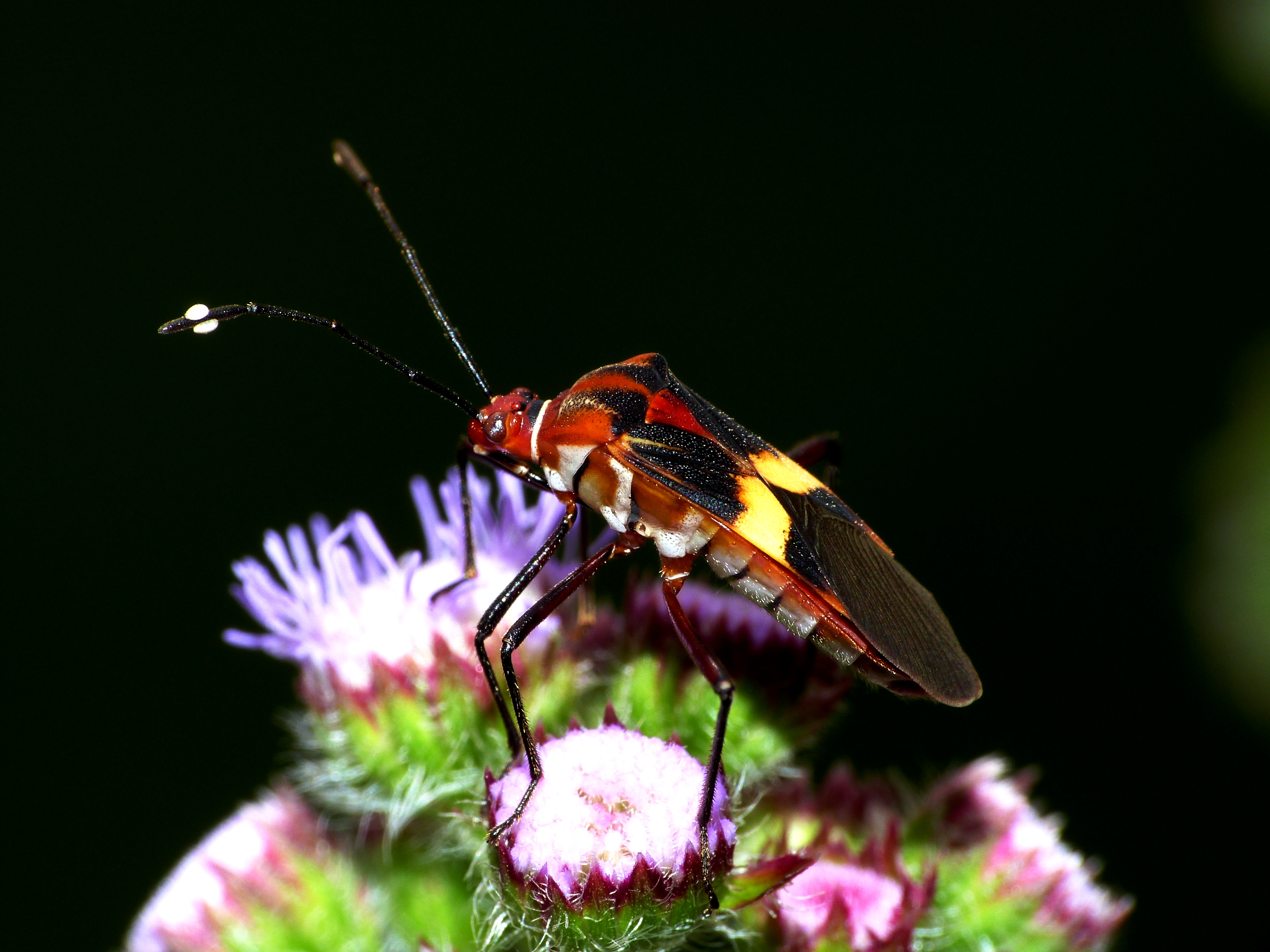
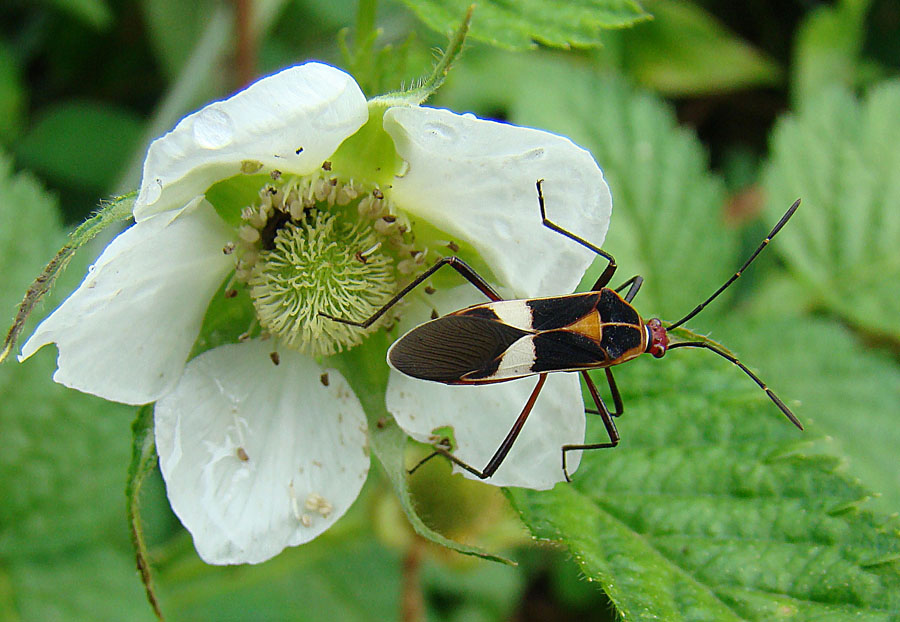
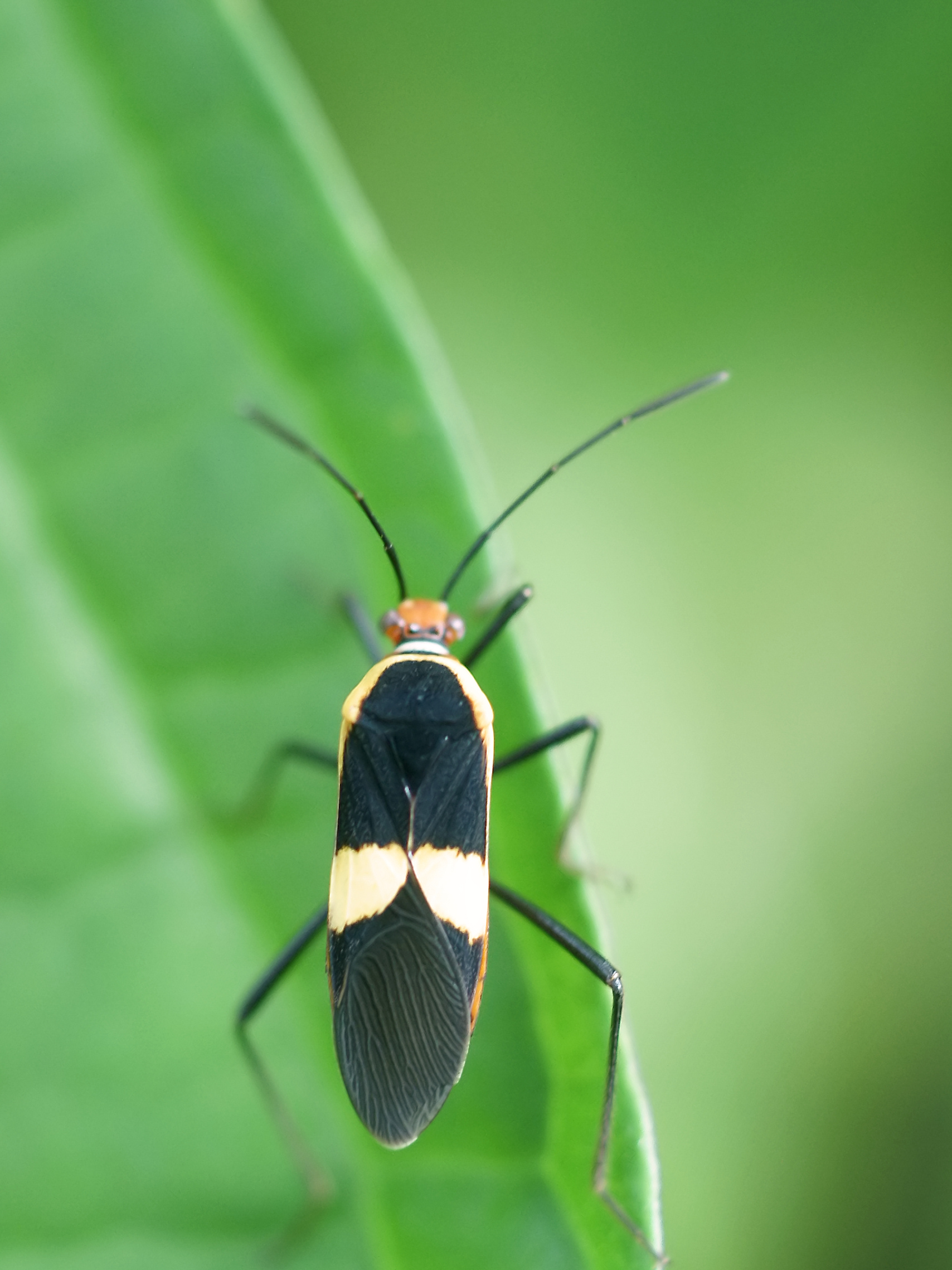